# Adult World
Adult World è un film del 2013 diretto da Scott Coffey.

## Trama
Amy Anderson, giovane eccentrica e impacciata, appena laureata, è determinata a diventare un'importante poetessa. Assillata dai debiti e senza un lavoro, torna a vivere in casa dei genitori che la costringono a trovarsi subito un lavoro. Senza altra scelta, Amy comincia a lavorare suo malgrado come cassiera in un sex shop chiamato “Adult World”, gestito da una coppia di anziani, nel quale fa conoscenza del giovane affascinante Alex e della drag queen Rubia, entrambi suoi colleghi commessi.
Sentendosi superiore al suo ambiente di lavoro e alle persone che ne fanno parte e considerandosi un'ottima scrittrice, continua a inseguire con ossessione il suo sogno, da cui però riceve solo delusioni e rifiuti di pubblicazioni. Con insistenza e foga inizia a perseguitare il poeta, da lei molto stimato, Rat Billings, che con riluttanza accetta di farle da mentore. Lusingata e affascinata dal carisma e dall'animo cupo e maledetto di questo, ingenuamente non si accorge che in realtà la sta solo prendendo in giro illudendola e umiliandola. Capendo di non possedere il talento che credeva, perduta e demoralizzata anche da questo fallimento, inizia a maturare e crescere proprio grazie alle amicizie nate con i colleghi del negozio, che la portano a contatto con l'amore e i veri valori della vita.